# オーランド駅
オーランド駅（英語：Orlando Station）はフロリダ州オーランド スライ・ブールバード1400にある駅。全米各地を結ぶ旅客鉄道のアムトラックのほかオーランド都市圏を南北に結ぶ通勤鉄道のサンレールが乗り入れている。昔のアトランティック・コースト・ライン鉄道の駅である。

## 概要
当駅は1926年にアトランティック・コースト・ライン鉄道によって建設された。2015年6月に完成した改修工事は下記の通りの内容である。熟練した職人の手により瓦屋根・漆喰の表面を修理し、歴史的なカラースキームに基づいて明るく心地のよい外観となった。また、建物と調和するように照明器具、木製のドアや窓を復元し、空調装置を交換した。

## 利用可能な鉄道路線／列車
アムトラックのオーランド駅に発着する列車は下記の通り。
ニューヨークとマイアミ間の夜行長距離列車シルバー・メティオ号…1日1往復停車
ニューヨークとマイアミ間の夜行長距離列車シルバー・スター号…1日1往復停車
サンレールの発着路線は下記の通り。なお、土曜日・日曜日・祝日は全便運休となる。
デバリーとサンド・レイク・ロード間を結ぶサンレール線